# اقتراح جعل اللغة العربية لغة رسمية لباكستان

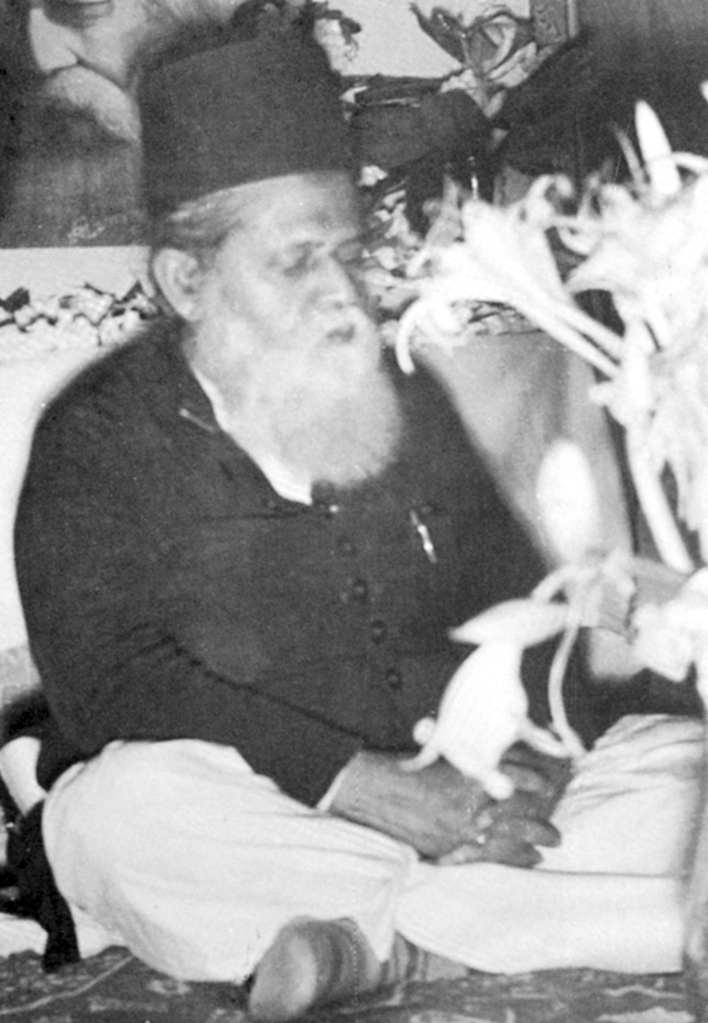
كان محمد شهيد الله شخصية محورية في اقتراح جعل العربية لغة الدولة

بعد تشكيل باكستان في كانون الأول (ديسمبر) 1949، كان محمد شهيد الله أول من أوصى بالعربية لغة الدولة لباكستان من قبل جمعية اللغة العربية الباكستانية الشرقية. لكن الاقتراح لم يحظ في النهاية بدعم الجمهور والشعبية كما هو متوقع.

## نصائح

### بقلم محمد شهيد الله
يعتقد محمد شهيد الله أن البنغاليين يمكنهم تعلم اللغة الأردية بمجرد تعلمهم اللغة الإنجليزية. كما أعرب عن اعتقاده أن «اليوم الذي تصبح فيه اللغة العربية هي لغة الدولة في باكستان، فإن قيام دولة باكستان سيكون شرعياً». واقترح جعل الإنجليزية والعربية والأردية والبنغالية اللغات الرسمية لباكستان. لذلك، في ديسمبر 1949، تولى رئاسة جمعية اللغة العربية في شرق باكستان، ووافق على مشروع مذكرة لتقديمها إلى الجمعية التأسيسية. حيث تم تقديم طلب إلى الحكومة لجعل اللغة العربية هي اللغة الرسمية لباكستان وتعليم القرآن.

### أيوب خان
في خطته التعليمية، أكد أيوب خان على أهمية تبني الأردية والإنجليزية كلغة أولية للدولة في باكستان والعربية كلغة ثانوية.

### كلية راجشاهي
في 17 يناير 1950 دعا بعض طلاب كلية راجشاهي إلى اجتماع للمطالبة بجعل اللغة العربية لغة الدولة.

### مجلس الرابطة الإسلامية الباكستانية الشرقية
في يناير 1950، وافق مجلس رابطة مسلمي شرق باكستان على اقتراح بجعل اللغة العربية لغة الدولة. قدم هذا الاقتراح شودري سيد معظم حسين، عضو في غوني براساد شرق البنغال تربية معظم حسين (لال ميا).

### محافظ بنك الدولة زاهد حسين
3 اقترح محافظ SBP زاهد حسين جعل اللغة العربية هي اللغة الرسمية وقد أيد هذا الاقتراح سيد أكبر شاه، الذي كان آنذاك عضوًا في الجمعية التشريعية في السند ونائب رئيس جامعة السند العربية.

### السلطان محمد شاه آغا خان
سلطان محمد شاه آغا خان، زعيم الجماعة الإسماعيلية في المؤتمر الإسلامي العالمي في كراتشي في 1 فبراير 1951. قال آغا خان إنه إذا تم جعل اللغة العربية لغة الدولة في باكستان، فسيكون هناك اتصال عام بين المسلمين. في الوطن العربي وشمال إفريقيا وإندونيسيا.

## المعارضة
في 10 فبراير 1951، أصدر رابيندراناث برمی، أمين الرابطة البوذية الباكستانية، بيانًا يدعم اللغة الأردية بدلاً من العربية، يعارض اقتراح جعل اللغة العربية لغة الدولة.

## النتائج
هذه المقترحات لجعل اللغة العربية هي اللغة الرسمية لم تلق قبولاً جيداً في أي جزء من باكستان. ومع ذلك، وفقًا لبدر الدين عمر، فإن هذا المطلب، نظرًا لارتباطه بمسألة تطور الثقافة الإسلامية، يعزز بشكل غير مباشر في بعض الأوساط المطالبة بإدخال لغة الدولة الأردية واللغة العربية إلى البنغالية.

## أنظر أيضاً
- الإسلام واللغة العربية